# Estudio del Comité Selecto del Senado sobre el Programa de detención e interrogatorio de la Agencia Central de Inteligencia
El estudio del Comité Selecto del Senado sobre el Programa de detención e interrogatorio de la Agencia Central de Inteligencia (en inglés: Committee Study of the Central Intelligence Agency’s Detention and Interrogation Program o simplemente CIA Torture Report), es un informe de 6000 páginas elaborado por el Comité Selecto del Senado sobre Inteligencia de Estados Unidos que se abocó a investigar las técnicas de tortura y métodos de interrogatorio utilizados por la Agencia Central de Inteligencia (CIA) en los detenidos tras los atentados del 11 de septiembre de 2001. El informe completo no se publicó y permaneció clasificado, aunque sí se publicó un informe ejecutivo.
El informe ejecutivo, aprobado el 13 de diciembre de 2013, fue desclasificado el 9 de diciembre de 2014 y consta de siete secciones y tres apéndices distribuidos en 525 páginas. Este fue presentado al pleno del Senado estadounidense por la senadora Dianne Feinstein, presidenta del comité que llevó a cabo la investigación durante cuatro años y con unos costes de 40 millones de dólares.
El informe detalla acciones de los funcionarios de la CIA, incluyendo tortura de prisioneros, el suministro de información engañosa o falsa a los medios de comunicación acerca de los programas clasificados de la CIA, los obstáculos a la supervisión del gobierno y la crítica interna, y la mala gestión del programa. También reveló la existencia de detenidos hasta entonces desconocidos, que un número de detenidos superior al conocido fueron sometidos a tratamiento severo, y que se usaron más formas de tortura que las dadas a conocer con anterioridad. En el informe se llega a la conclusión de que la tortura a los prisioneros no ayudó a adquirir información de inteligencia fiable o a ganar la cooperación de los detenidos y que el programa ocasionó daños en el prestigio internacional de los Estados Unidos.
Algunas personas, incluyendo funcionarios de la CIA y miembros del Partido Republicano, cuestionaron las interpretaciones del informe, alegando que este proporcionaba una imagen incompleta o inexacta del programa. Otros criticaron la publicación del informe, citando su potencial de daño a los EE. UU. y la historia conflictiva de su desarrollo. Otros, entre ellos el presidente Obama y el excandidato presidencial republicano John McCain, elogiaron la publicación del informe. El Presidente Obama afirmó que «una de las fortalezas que hacen excepcional a América es nuestra voluntad de confrontar abiertamente nuestro pasado, enfrentar nuestras imperfecciones, hacer cambios y mejorar».

## Antecedentes

### Interés en la elaboración del Informe

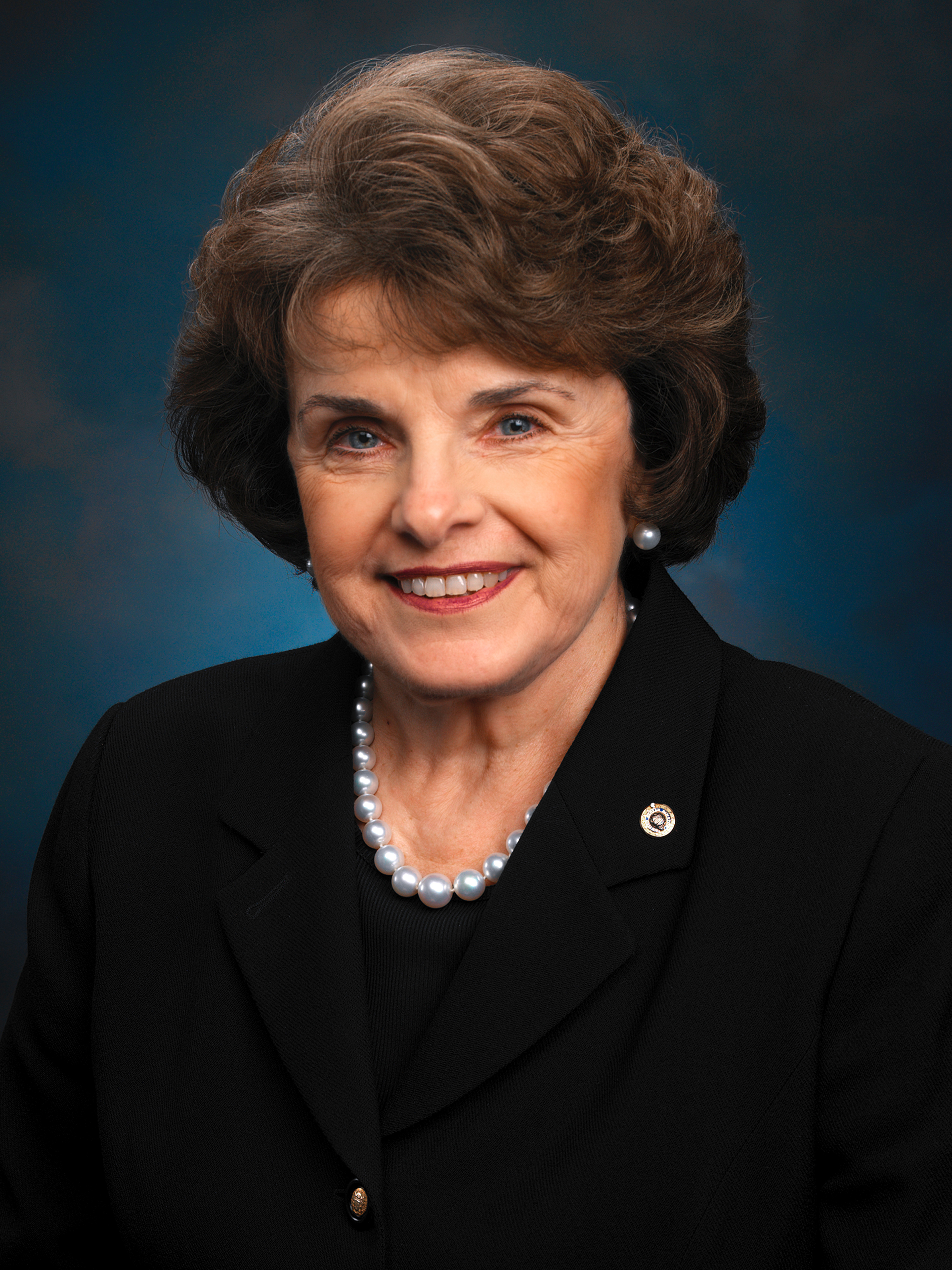
Senadora Dianne Feinstein a cargo del Comité Selecto del Senado sobre Inteligencia desde 2009 hasta comienzos del 2015

La senadora por California, Dianne Feinstein, dijo que el informe se llevó a cabo luego de descubrirse que José Rodríguez, entonces Director del Servicio Secreto Nacional de la CIA, había destruido en el año 2005 casi 100 grabaciones de vídeo de interrogatorios. El Comité Selecto del Senado sobre Inteligencia (SSCI, por sus siglas en inglés) pensó que con esta acción, se encubrían actividades ilegales de la CIA, aun cuando el Comité había sido informado inicialmente por funcionarios de la CIA que Rodríguez no estaba participando en la «destrucción de evidencias».
Rodríguez criticó preventivamente el informe en un editorial del The Washington Post el 5 de diciembre de 2014.

### Desarrollo del Informe
El 5 de marzo de 2009, el Comité de Inteligencia del Senado aprobó por mayoría de votos (14 a 1) la apertura de una investigación del programa de detención e interrogación de la CIA.
En agosto de 2009 Eric Holder, procurador general de Estados Unidos, anunció una investigación penal preliminar paralela acerca del uso de técnicas no autorizadas de interrogatorio por parte de oficiales de la CIA.
Como resultado de la investigación de la Procuraduría General, la minoría del Partido Republicano en el SSCI concluyó que, por temor a la responsabilidad penal que pudiera corresponderles, era poco probable que muchos testigos participaran en la investigación. Citando como justificación la investigación del procurador general, la minoría republicana del SSCI retiró su participación en la investigación a partir de septiembre de 2009.
El informe fue elaborado a partir de la revisión de alrededor de seis millones de páginas de documentos, cables, correos electrónicos y otros materiales aportados principalmente por la CIA. Otros 9400 documentos clasificados adicionales, reiteradamente solicitados por el SSCI, fueron retenidos por la Casa Blanca en virtud de una reclamación de «privilegio ejecutivo». A pesar de la expectativa inicial de que se utilizarían entrevistas, no se llevaron a cabo entrevistas formales ni audiencias en la preparación del informe. La falta de entrevistas o audiencias fue una de las principales quejas planteadas por la minoría republicana del SSCI, y contrasta con la investigación del año 2008 del Comité de Servicios Armados del Senado sobre el trato de los detenidos bajo custodia militar estadounidense, que llevó a cabo 70 entrevistas personales, presentó cuestionarios escritos a 200 personas y llevó a cabo dos audiencias.
La CIA estima que aproximadamente se gastaron 40 millones de dólares entre horas de trabajo y recursos humanos para ayudar a la investigación, incluyendo la contratación de personal adicional para revisar los documentos antes de presentarlos a la Comisión y el establecimiento de una instalación de seguridad y una red informática independientes para ser utilizadas por la CIA y personal del Comité durante la revisión de documentos.
El informe final fue aprobado el 13 de diciembre de 2012, con una votación de 9 votos a favor y 6 en contra. Los votos a favor de la publicación correspondieron a 7 demócratas, 1 independiente (Angus Rey) y 1 republicano (Susan Collins), mientras que seis republicanos votaron en contra.
El 3 de abril de 2014, en una votación cuyo resultado fue 11/3, el SSCI aprobó la presentación de una versión revisada del resumen ejecutivo, los resultados y las recomendaciones del informe, para analizar su desclasificación y su posible preparación para una futura difusión pública.  Luego de ocho meses, durante los cuales se produjeron conflictivas negociaciones acerca de cuáles deberían ser los detalles que permanecerían clasificados, el 9 de diciembre de 2014 se dio a conocer al público (tras una cuidadosa redacción), el resumen ejecutivo revisado, los resultados y las recomendaciones.
El informe incluye datos sobre la cooperación de agencias extranjeras con la CIA, al respecto, el presidente del Comité de Inteligencia y Seguridad británico declaró que, a pedido de las agencias británicas, solicitarían acceso a cualquier cosa extraída del informe.
Simultáneamente a la publicación, los seis miembros del SSCI que habían votado en su contra emitieron su propio informe de 167 páginas, criticando tanto el procedimiento como las conclusiones del informe aprobado por la mayoría.

#### Incidente informático
El 17 de diciembre de 2013, el senador demócrata Mark Udall reveló la existencia de una revisión interna secreta llevada a cabo por la CIA que era compatible con el informe del Senado, pero entraba en conflicto con la respuesta oficial que la CIA había brindado sobre el informe. En enero de 2014, funcionarios de la CIA afirmaron que el Comité de Inteligencia había tenido acceso a documentos revisados y los había retirado de las instalaciones de la CIA en 2010, sin la autorización de la CIA.
En marzo de 2014, la senadora Dianne Feinstein, presidenta del Comité de Inteligencia, confirmó qué copias de partes de la revisión se habían retirado y trasladado a una caja fuerte en el edificio Hart Office Building del Senado. Argumentó que la acción fue necesaria a efectos de proteger la documentación de una posible destrucción por parte de la CIA, similar a la ocurrida en 2005 con los vídeos que registraban brutales métodos de interrogatorio.
Durante un discurso calificado de «extraordinario» de 45 minutos, el 11 de marzo de 2014, Feinstein dijo que la CIA accedió ilegalmente a ordenadores del Comité de Inteligencia para determinar cómo el personal del comité había obtenido los documentos de la revisión. Feinstein dijo también que el consejero general de la CIA en ejercicio, posteriormente identificado como Robert Eatinger, solicitó al FBI realizar una investigación criminal sobre la conducta del personal del comité. La senadora dijo que creía que la solicitud era «un esfuerzo potencial para intimidar al personal del Comité de Inteligencia» Eatinger había sido uno de los dos abogados que aprobaron la destrucción de las cintas de vídeo en 2005. Feinstein agregó que el nombre de Eatinger fue mencionado más de 1600 veces en el informe del Comité. El Director de la CIA John Brennan negó las acusaciones de piratería, y declararía que «cuando los hechos salgan a la luz, creo que se demostrará que estaban equivocadas una gran cantidad de personas que están reclamando que se ha producido esta tremenda suerte de espionaje y vigilancia y piratería».
El 31 de julio de 2014 la CIA confirmó que había obtenido «de modo inapropiado» acceso a la red informática del Comité . Un portavoz del Departamento de Justicia confirmó que no se presentarían cargos legales vinculados al incidente informático.
Un panel de revisión interna nombrado por Brennan defendió las búsquedas informáticas, señalando «que eran legales y en algunos casos realizadas a instancias de John O. Brennan, el director de la CIA».

## Resultados

### Resultados enumerados en el informe
El informe de 6000 páginas produjo 20 resultados clave:
1. El uso por parte de la CIA de técnicas de interrogación mejorada no resultó un medio eficaz para la adquisición de información de inteligencia relevante o para obtener la cooperación de los detenidos.
2. La justificación de la CIA para el uso de técnicas de interrogatorio mejoradas se basaba en afirmaciones inexactas acerca de su eficacia.
3. Los interrogatorios de los detenidos de la CIA fueron brutales y mucho peores de lo que la CIA mostraba a los responsables políticos y otros.
4. Las condiciones de reclusión de los detenidos de la CIA eran más duras de lo que la CIA mostraba a los responsables políticos y otros.
5. La CIA proporcionó información inexacta reiteradamente al Departamento de Justicia (DOJ), lo que impidió un análisis jurídico adecuado del programa de detención e interrogatorio ejecutado por dicha agencia.
6. La CIA ha evitado o impedido activamente que el Congreso supervisara su programa.
7. La CIA impidió la efectiva supervisión y toma de decisiones de la Casa Blanca.
8. El funcionamiento y la gestión del programa de la CIA complicó, y en algunos casos impidió, las misiones de seguridad nacional de otras agencias del Poder Ejecutivo de Estados Unidos.
9. La CIA impidió la supervisión por parte de la Oficina del Inspector General (OIG)
10. La CIA coordinó la entrega de información reservada a los medios de comunicación, incluida la información inexacta acerca la eficacia de las técnicas de interrogación mejorada que utilizaba.
11. La CIA no estaba preparada cuando comenzó a operar su programa de detención e interrogatorio, más de seis meses después de haberle sido otorgada la autoridad para efectuar detenciones.
12. La gestión y el funcionamiento del programa de interrogatorios y detención de la CIA fueron profundamente defectuosos a lo largo de toda la duración del programa, en particular en 2002 y principios de 2003.
13. Dos psicólogos contratados por la CIA idearon las técnicas de interrogación mejorada y jugaron un papel central en el funcionamiento, la evaluación y la gestión del programa de detención e interrogatorio llevado a cabo por la agencia. Para 2005, las operaciones relacionadas con el programa habían sido abrumadoramente tercerizadas por la CIA.
14. Las personas detenidas por la CIA fueron sometidas a técnicas coercitivas de interrogación que no habían sido aprobadas por el Departamento de Justicia o no habían sido autorizadas por la Oficina Central de la CIA.
15. La CIA no registró de modo completo o exacto el número de individuos detenidos y mantuvo personas detenidas que no cumplían con los requisitos legales para esa situación. Fueron inexactas las afirmaciones de la CIA sobre el número de personas detenidas y sometidas a sus técnicas de interrogación mejorada.
16. La CIA no evaluó adecuadamente la eficacia de sus técnicas de interrogación mejorada.
17. La CIA raramente amonestó o solicitó rendición de cuentas al personal responsable de violaciones graves o significativas, actividades inadecuadas y fallas sistemáticas e individuales de gestión.
18. La CIA minimizó o ignoró numerosas críticas internas, reclamos y objeciones en relación con el funcionamiento y la gestión del programa de detención e interrogatorio llevado a cabo por la agencia.
19. El programa de detención e interrogatorios de la CIA era inherentemente insostenible y había terminado efectivamente hacia el año 2006 debido a divulgaciones de prensa no autorizadas, reducida cooperación de otras naciones, y asuntos legales y de supervisión.
20. El programa de detención e interrogatorios de la CIA dañó la posición de los Estados Unidos en el mundo y dio lugar a otros significativos costos monetarios y no monetarios.

### Los resultados según lo informado por los medios de comunicación

#### Ejemplos de tortura y abuso de prisioneros
- La CIA ha llevado a cabo alimentación forzada de algunos prisioneros, tanto por vía oral como rectal, a los efectos de establecer un “control total sobre los detenidos”[28] (Véase también Alimentación forzosa en Guantánamo)
- El Comité descubrió que “al menos 5 detenidos de la CIA fueron sujetos a prácticas de 'rehidratación rectal' o alimentación rectal sin requerimiento médico documentado” para el procedimiento.[29]
- Al menos en 1 prisionero se diagnosticó “hemorroides crónicas, fisura anal y prolapso rectal sintomático”, síntomas normalmente asociados a la violación con ejercicio de violencia.[30]
- Se les dijo a los oficiales de la CIA Scott Miller y James Pavitt que los exámenes rectales de al menos dos prisioneros, habían sido practicados con "fuerza excesiva".[30]
- Existieron amenazas de violación y asesinato contra los hijos o familiares de los prisioneros.[5][31][32][33]
- En noviembre de 2002 la CIA mató por hipotermia al menos a uno de los prisioneros del centro clandestino de detención conocido como 'Salt Pit' durante una sesión de interrogatorio.[31][32] Ningún miembro del personal de la CIA fue sometido a proceso por esta muerte.[31]
- Al menos cuatro prisioneros con heridas en sus piernas (dos con los pies rotos, uno con un esguince de tobillo y otro con una pierna amputada) fueron obligados a ponerse de pie sobre sus miembros lesionados.[31]
- Se les dijo a algunos prisioneros que serían asesinados. (Por ejemplo: a un prisionero se le dijo "Nunca podemos dejar que el mundo sepa lo que yo he hecho contigo", a otro se le dijo que la única manera que se le permitiría salir de la cárcel sería en un ataúd.)[31]
- Un interrogador de la CIA, que luego fue desvinculado anticipadamente, amenazó a un prisionero con un arma y un taladro eléctrico y 'jugó' con él a la ruleta rusa.[30]
- Al menos dos prisioneros fueron víctimas de simulacros de ejecución.[30]
- Varios presos casi murieron, quedaron totalmente insensibles o fueron prácticamente ahogados durante la aplicación del “submarino”.
- Uno de los ojos de Abu Zubaydah fue tan duramente dañado durante su tiempo en prisión que tuvo que ser removido quirúrgicamente.[31]
- Varios prisioneros fueron sometidos a privación de sueño durante casi una semana (180 horas) provocando que al menos 5 de ellos experimentaran alucinaciones “perturbadoras”.[31]
- Un prisionero fue traumatizado psíquicamente hasta el punto de ser “un hombre quebrado”, pero los agentes de la CIA detuvieron el procedimiento poco antes de “destruirlo completamente”.[31]
- Los prisioneros eran obligados a utilizar cubos o baldes a modo de sanitarios. Como castigo, el cubo podía ser retirado de la celda de un prisionero.[34]
- Un informe de la Agencia Federal de Prisiones señaló que "ellos nunca habían estado en un centro donde las personas estuvieran tan sometidas a privación sensorial, es decir, constante perturbación sonora, sin poder hablar, todos en la oscuridad, con los guardias llevando una luz sobre sus cabezas cuando recogían y escoltaban a un detenido a una celda de interrogatorio, los detenidos constantemente encadenados a la pared o al suelo, y la crudeza de cada celda (hormigón y barras). No hay nada como esto en la Agencia Federal de Prisiones ... los detenidos no estaban siendo tratados … humanamente ... ".[30]
- Janat Gul fue torturado durante meses debido a falsas acusaciones formuladas por un informante.[5][30]
- Un prisionero fue colocado en una caja del tamaño de un ataúd durante casi 11 días y también fue colocado durante 29 horas en una caja de 21 pulgadas (53,3 cm) de ancho, 2,5 pies (76,2 cm) de profundidad y 2,5 pies (76,2 cm) alto.[35]
- Los interrogadores de la CIA utilizaron formas de tortura tales como forzar a un prisionero a permanecer de pie, con sus manos por encima de su cabeza durante 2 y ½ días, poniendo una pistola cerca de su cabeza y bañándolo con un cepillo duro.[35]
- Uno de los detenidos fue sometido a "baños de agua helada" y 66 horas de privación del sueño. Fue liberado más tarde debido a que la CIA había confundido su identidad.[36]
- La tortura de los prisioneros produjo serios daños mentales, tales como demencia, paranoia, insomnio, e intentos de autoagresión, incluyendo suicidio.[28]
- De los 119 detenidos conocidos, al menos 39 fueron torturados por la CIA.[5]  En al menos 6 casos, la CIA torturó sospechosos antes de evaluar su disposición a cooperar.[5]

#### Información falsa proporcionada por la CIA
- Los directores de la CIA George Tenet (1997 al 2004), Porter Goss (2004 al 2006) y  Michael Hayden (2006 al 2009) engañaron a los miembros del Congreso de los Estados Unidos, a la Casa Blanca y al Director Nacional de Inteligencia, acerca de la efectividad del programa y el número de prisioneros retenidos por la CIA.[37][38]
- La CIA, trabajando en conjunto con miembros de medios de comunicación, instaló deliberadamente información y relatos falsos, afirmando que dicha información era producto de filtraciones (los funcionarios de la CIA nunca investigaron las filtraciones, debido a que eran ellos mismos quienes planeaban el escape de información falsa y engañosa).[5][37]
- La CIA utilizó el “submarino” en lugares donde previamente había afirmado que no fue utilizado (por ejemplo, en el centro de detención conocido como Salt Pit).[37]
- La CIA mintió a los funcionarios del gobierno, en documentos oficiales, sobre el valor de la información obtenida de los presos sometidos a tortura (por ejemplo, indicando que la información extraída de Khalid Sheikh Mohammed durante la tortura había permitido la captura de Riduan Isamuddin).[31]
- A pesar de las declaraciones en contrario formuladas por su director Michael Hayden, la CIA empleó personas que "habían participado en inapropiados interrogatorios de detenidos, tenían problemas laborales de manejo de la ira, y habían admitido cometer abusos sexuales.”[31]
- La CIA proporcionó información falsa a la Oficina de Asesoría Legal del Departamento de Justicia acerca de los métodos de interrogatorio que utilizaba con los prisioneros.[39]
- El director adjunto de la CIA Philip Mudd engañó deliberadamente al Congreso y afirmó “Salimos y 'vendemos'... (en el sentido de convencer acerca de las bondades de un producto, en este caso el programa de la CIA) ...  o quedamos aplastados, lo que tiene implicaciones más allá de los medios de comunicación. El Congreso lo lee (el informe), recorta nuestra autoridad, hace un lío con nuestro presupuesto.”[39]
- El informe encontró que la CIA llevó retuvo al menos 119 prisioneros durante el transcurso del programa de interrogatorios, más que los 98 previamente informados al Congreso.[5]
- Un correo electrónico citado en el informe y preparado por un subordinado indica que el director de la CIA, Michael Hayden, dio instrucciones para que se utilizara información no actualizada en la sesión informativa del Congreso, de modo que solo pudiera brindarse información sobre menos de 100 detenidos.[5]

#### Personas inocentes detenidas por la CIA
Al menos 26 de los 119 prisioneros (22%) retenidos por la CIA, posteriormente fueron declarados inocentes y, por lo tanto, habían sido retenidos en prisión erróneamente. Muchos de ellos fueron sometidos a tortura.
Según lo determinado por el Memorándum de Notificación firmado por el entonces presidente George W. Bush al establecer el programa de detención de la CIA, solo las personas que “representan una continua, grave amenaza de violencia o muerte a personas o intereses de Estados Unidos o que planean actividades terroristas” eran susceptibles de ser detenidas.
Dos personas inocentes fueron encarceladas y torturadas, solo debido a falsas declaraciones obtenidas de otro prisionero luego de una sesión de tortura.
Dos ex informantes de la CIA fueron encarcelados y torturados 'por accidente'.
Un hombre que sufría problemas mentales fue detenido por la CIA con el fin de persuadir a los miembros de su familia para que proporcionaran información.
Entre las 26 personas que la CIA admitió haber detenido indebidamente, solo 3 fueron puestos en libertad antes de permanecer un mes de prisión, mientras que la mayoría fueron confinados durante varios meses.

#### Otras revelaciones
El informe señaló un memorando interno de noviembre de 2001, distribuido dentro de la CIA por sus abogados, titulado "Los interrogatorios hostiles: Consideraciones Legales para los oficiales de la CIA". En él, los abogados argumentaban que los juicios por tortura podría evitarse si dicha tortura "dio lugar a un ahorro de miles de vidas."
Algunos agentes del personal de la CIA manifestaron que la práctica de tortura era repugnante y pidieron ser trasladados fuera de las instalaciones donde se ejecutaban estas acciones. Algunos también cuestionaron si tales actividades podrían continuar y se les dijo que los altos funcionarios de la CIA habían aprobado estas técnicas.
El informe sugiere que la falsa confesión realizada Ibn al-Shaykh al-Libi, mediante la cual se establecía el vínculo entre Saddam Hussein y al-Qaeda, fue producto de la tortura. Esta falsa información fue citada por Colin Powell en su discurso ante la ONU, previamente a la guerra de Irak.

### Contratistas
Los contratistas que desarrollaron las "técnicas de interrogatorio mejoradas" (John "Bruce" Jessen y James Elmer Mitchell), recibieron U$S 81 millones por sus servicios, además de un contrato original por valor de más U$S 180 millones.  NBC News  publicó los nombres completos de los contratistas, a quienes el informe menciona solo utilizando los seudónimos de Dr. Grayson Swigert y Dr. Hammon .
Jessen era psicólogo senior en el Departamento de Defensa y había tenido a su cargo el entrenamiento de fuerzas especiales en una actividad de capacitación llamada SERE, siglas de Supervivencia, Evasión, Resistencia y Escape.
El informe señala que ninguno de los dos tenía conocimiento previo de Al Qaeda, ni eran interrogadores expertos, pero, no obstante, "desarrollaron la lista de técnicas de interrogatorio mejoradas y realizaron personalmente los interrogatorios de algunos de los detenidos más significativos de la CIA utilizando esas técnicas. Los contratistas también evaluaron si el estado psicológico de los detenidos permitía el uso continuado de las técnicas, incluso para algunos detenidos que ellos mismos interrogaban o habían interrogado".
Los contratistas también elaboraron una lista de 20 formas de tortura a aplicar a prisioneros, que fue reducida a 10 debido a que algunas de esas formas fueron consideradas demasiado severas. La lista incluía la técnica del “submarino”, la privación del sueño y las posiciones físicas estresantes. 
John Rizzo, en su función de abogado general de la CIA, se reunió con los contratistas; en su libro Company Man los describió como "sádicos y aterradores".
Mitchell y Jessen, antiguamente psicólogos de SERE, han sido acusados de realizar "ingeniería inversa" a las técnicas de SERE (que estaban pensadas para fortalecer a las personas e incrementar sus posibilidades de Supervivencia, Evasión, Resistencia y Escape), y crear técnicas opuestas para ser utilizadas contra lo detenidos.

### Aspectos financieros
Según el informe, el programa de detención e interrogatorios tuvo un coste superior a los 300 millones de dólares, sin contar gastos de personal. Esto incluyó la financiación de la CIA para la construcción y el mantenimiento de centros de detención, entre ellos dos instalaciones por un valor de varios millones de dólares que nunca fueron utilizadas, en parte debido a preocupaciones políticas en los países donde estaban ubicadas. "Para alentar a los gobiernos a acoger clandestinamente centros de detención de la CIA, o para aumentar el apoyo a los sitios existentes, la CIA proporcionó millones de dólares en pagos en efectivo a funcionarios de gobiernos extranjeros."
El informe señala que en 2006, el valor del contrato base de la CIA con la compañía formada por los psicólogos, fue de más de U$S 180 millones; "los contratistas recibieron 81 millones de dólares antes de la terminación del contrato en 2009. En 2007, la CIA proporcionó un acuerdo de indemnización multianual, para proteger a la empresa y a sus empleados de toda responsabilidad legal que pudiera surgir como consecuencia del programa. La CIA ha pagado desde entonces más de  un millón de dólares en cumplimiento del acuerdo ".

## Respuesta del Poder Ejecutivo
El presidente Barack Obama señaló que el informe había revelado un "programa preocupante" y que "vamos a confiar en todos los elementos de nuestro poder nacional, entre ellos el poder y el ejemplo de nuestros ideales fundacionales. Por eso he apoyado firmemente la desclasificación del informe de hoy. Ningún país es perfecto. Pero uno de los puntos fuertes que hacen excepcional a América es nuestra voluntad de enfrentar abiertamente nuestro pasado, encarar nuestras imperfecciones, hacer cambios y mejorar ".

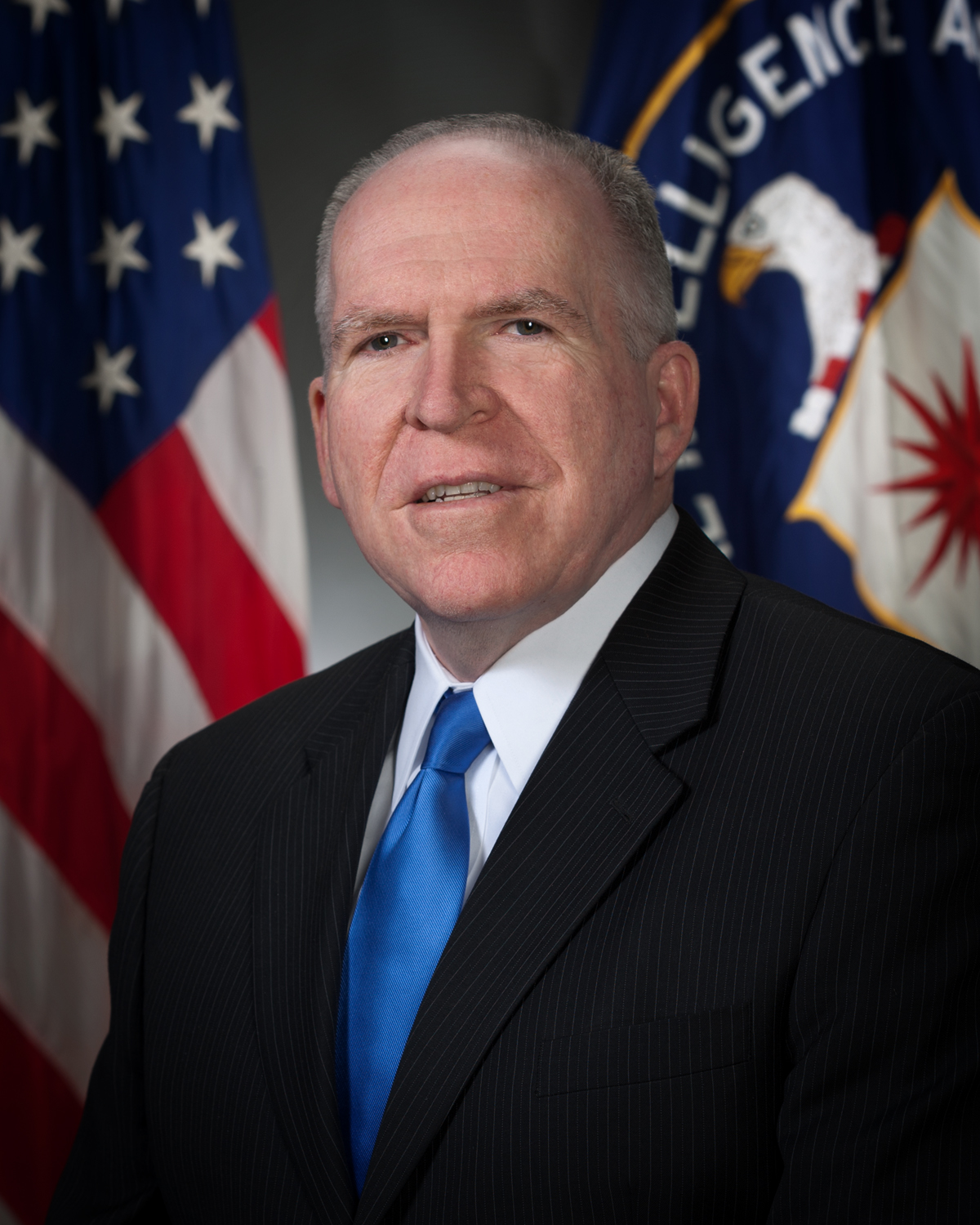
John O. Brennan, Director de la CIA desde marzo de 2013.

  John O. Brennan, director de la CIA, evidenciando se acuerdo con las políticas administrativas presentes, prohibió la aplicación de técnicas de interrogatorio mejoradas y admitió que el programa había tenido “deficiencias”. Sin embargo, estuvo en desacuerdo con la conclusión del Comité que afirmaba que la información obtenida mediante tortura podría haberse obtenido por otros medios. Dijo que es imposible saber si otros métodos de interrogatorio habrían dado los mismos resultados en cuanto a la información obtenida. En apoyo a sus opiniones, Brennan también dio a conocer una versión desclasificada oficial de la CIA de 136 páginas, escrita en junio de 2013, en respuesta y crítica al informe sobre tortura.
Tres exdirectores, (George Tenet, Porter Goss y Michael Hayden), así como tres subdirectores de la CIA, escribieron un editorial de opinión en The Wall Street Journal en respuesta a la publicación del informe del Comité de Inteligencia del Senado. Criticaron el informe como "un ataque partidista contra la agencia que más ha hecho para proteger a Estados Unidos después de los ataques del 9/11". Dijeron que el programa de interrogatorios de la CIA fue de enorme valor en la captura de miembros y la interrupción de los esfuerzos de Al Qaeda y también declararon que, contrariamente a las conclusiones del Comité de Inteligencia del Senado, "no hay duda de que la información proporcionada por la totalidad de los detenidos en custodia de la CIA [...] fue esencial para llevar a Bin Laden ante la justicia". Además, escribieron que la CIA se mantuvo dentro de los parámetros de las técnicas de interrogatorio autorizadas por el Departamento de Justicia; que la CIA no indujo a error al Departamento de Justicia, la Casa Blanca o el Congreso; y que la amenaza en un contexto "escenario 'bomba de tiempo'", fue fundamental para la comprensión del programa.
Adicionalmente, crearon un sitio web para defender las acciones de la CIA.
El exvicepresidente Dick Cheney, que estuvo en el cargo durante los eventos analizados en el informe, dijo que las críticas del informe de la CIA eran "un montón de tonterías" y que las tácticas de interrogatorio violentas estaban "absoluta y totalmente justificadas". Dijo, además, que no sentía que la CIA lo hubiera engañado acerca de las técnicas utilizadas o el valor de la información obtenida de ellas, y que "si tuviera que hacer todo de nuevo, lo haría".
John Yoo, autor de los “memos sobre la tortura”, criticó el informe como un ataque partidista contra las agencias de inteligencia de Estados Unidos y defendió su creencia de que la CIA estaba legalmente autorizada para utilizar técnicas de interrogatorio que no provocaban lesiones. También afirmó que "si los hechos en que [él] basaba [su] asesoramiento estaban equivocados, [él] estaría dispuesto a cambiar [su] opinión sobre los métodos de interrogatorio". En una entrevista en un programa televisivo de la CNN, Yoo dijo que los tratamientos agresivos descriptos en el informe podrían violar las leyes contra la tortura, afirmando que "si estas cosas sucedieron como se describe en el informe ... no debían hacer sucedido". Expresó una opinión similar en otra entrevista, diciendo que el uso de las técnicas en forma acumulativa podría violar la ley contra la tortura.
El Departamento de Justicia de Estados Unidos (DOJ) anunció que las investigaciones sobre el uso de la tortura no serían reabiertas, y señaló que "no se encontró ninguna información nueva que no se hubiera considerado previamente".
El Departamento de Justicia había puesto en marcha dos investigaciones supervisadas por John Durham en 2009, que no dieron lugar a la formulación de cargos y al inicio de acciones judiciales. (En enero de 2008, John Durham fue designado para dirigir la investigación penal sobre el caso de la Destrucción de vídeos de interrogatorios de la CIA. En noviembre de 2010, cerró la investigación sin proponer el inicio de ningún tipo de acción judicial.)
No han sido revelados los fundamentos que justificaron la falta de cargos. En respuesta a una demanda en virtud de la Ley por la Libertad de la Información, el gobierno de Obama argumentó que los fundamentos deben mantenerse en secreto porque "la revelación de ellos podría afectar la imparcialidad de las deliberaciones sobre la posibilidad de presentar cargos criminales.”
Después de la publicación del informe del Senado, varios medios de prensa señalaron que "el único empleado de la CIA conectado al programa de interrogatorios que fue a la cárcel", fue John Kiriakou, el informante que fue "procesado por suministro de información a la prensa".

## Recepción

### Respuesta de la minoría parlamentaria
El líder de la minoría del Senado, Mitch McConnell y el senador Saxby Chambliss se opusieron al estudio manifestando que ellos consideraban "que presentará graves consecuencias para la seguridad nacional" y que el estudio estaba ideológicamente motivado. También afirmaron que el programa "desarrolló inteligencia significativa que nos ayudó a identificar y capturar importantes terroristas de Al Qaeda, interrumpir sus acciones en curso y lograr la retirada de Osama bin Laden" Los senadores republicanos Marco Rubio y Jim Risch, afirmaron que el informe era un “esfuerzo partidario” de los demócratas que “podría poner en peligro las vidas de los estadounidenses en el extranjero" y no era "serio o constructivo”.
El senador John McCain, quien había sido prisionero de guerra en la guerra de Vietnam, dijo en un discurso tras la presentación de Feinstein en el Senado, que apoyaba la publicación del informe y que los responsables de la política de interrogatorios habían "manchado nuestro honor nacional, hicieron mucho daño y prácticamente nada bueno."

### Organizaciones humanitarias
Con anterioridad a la presentación del informe, varias organizaciones humanitarias de carácter internacional, habían expresado en diversas oportunidades su preocupación acerca de la situación de las personas detenidas por la CIA. Por ejemplo, el Comité Internacional de la Cruz Roja estableció su posición acerca del tema en un artículo publicado en septiembre de 2007.
La Unión Estadounidense por las Libertades Civiles (ACLU por sus siglas en inglés) sostuvo que el fiscal general debería nombrar a un fiscal especial para llevar a cabo una investigación completa. Su director Anthony Romero expresó que el informe puso en evidencia que la CIA había cometido violaciones a los derechos humanos.
Kenneth Roth, de Human Rights Watch (HRW, ‘Observatorio de Derechos Humanos’) pidió el enjuiciamiento de los altos funcionarios de Bush que autorizaron la tortura y supervisaron su uso. Roth afirma que el no juzgar "es algo más que un simple fracaso de la justicia", "significa que la tortura sigue siendo efectivamente una opción política en lugar de un delito."
Steven W. Hawkins, director ejecutivo en Estados Unidos de Amnistía Internacional, pidió justicia diciendo, "Bajo la convención de la ONU contra la tortura, no se puede invocar ninguna circunstancia excepcional para justificar la tortura … todos los responsables de autorizar o llevar a cabo tortura u otros malos tratos deben ser profundamente investigados".
Ben Emmerson, relator especial de Naciones Unidas sobre la lucha contra el terrorismo y los derechos humanos, pidió el enjuiciamiento de los responsables. Expresó que la CIA había "cometido crímenes sistemáticos y violaciones graves de las normas del derecho internacional de los derechos humanos."
Juan E. Méndez, relator especial de Naciones Unidas sobre tortura, dijo en un comunicado que muchos gobiernos han utilizado el uso estadounidense de la tortura como excusa para justificar sus propios abusos, diciendo: "Si los EE.UU. torturan, por qué no podemos hacerlo nosotros?" Méndez calificó a la publicación del informe como un primer paso y pidió "la investigación y el enjuiciamiento de los responsables de ordenar, planificar o ejecutar el programa de tortura de la CIA."
Zeid Ra'ad Al Hussein, el Alto Comisionado de la ONU para los Derechos Humanos, en declaraciones del 10 de diciembre de 2014, en ocasión del 30° aniversario de la adopción de la Convención contra la tortura y otros tratos o penas crueles, inhumanos o degradantes, elogió la publicación del informe diciendo: "Pocos países admitirán que su aparato estatal ha estado practicando la tortura y muchos siguen negándolo sin pudor - incluso cuando está bien documentado ... ". Zeid pidió rendición de cuentas, diciendo "En todos los países, si alguien comete un asesinato, es procesado y encarcelado. Si comete una violación o atraco a mano armada, es procesado y encarcelado. Si alguien ordena, permite o comete tortura -reconocida como un crimen internacional grave-, no puede simplemente quedar impune debido a que es políticamente conveniente. Cuando eso sucede, estamos socavando esta excepcional Convención y, -como un número de líderes políticos estadounidenses claramente reconoció ayer- socavamos nuestras propias pretensiones de ser sociedades civilizadas arraigadas en el Estado de Derecho".
El instituto educativo “Rohr Jewish Learning Institute” diseñó un curso acerca del informe, que investiga el equilibrio entre la seguridad nacional y las libertades civiles de todos los individuos.

### Gobiernos
El presidente de Afganistán, Ashraf Ghani Ahmadzai, manifestó que el informe era “chocante”, diciendo que las acciones “violaron todas las normas sobre derechos humanos reconocidas en el mundo”
El primer ministro de Lituania, Algirdas Butkevičius, pidió a los EE. UU., que informara si la CIA utilizó a su país para interrogar prisioneros.
El expresidente de Polonia Aleksander Kwaśniewski dijo que presionó en 2003 a los funcionarios estadounidenses para poner fin a los interrogatorios en una prisión secreta de la CIA que su país acogió, diciendo: "Le dije a Bush que esta cooperación debía terminar y efectivamente terminó".
La portavoz del Ministerio de Relaciones Exteriores de Irán, Marzieh Afkham, dijo que el "impactante informe muestra que la violencia, el extremismo y el secreto están institucionalizados en el sistema de seguridad de Estados Unidos".
El gobierno de Corea del Norte instó al Consejo de Seguridad de las Naciones Unidas a que investigara las "formas medievales más brutales" de la tortura practicada por la CIA en centros clandestinos de detención de todo el mundo.

### Medios de comunicación
- Al-Ba'ath (Siria), publicación de noticias oficial del Partido Socialista Árabe Ba'ath de Siria dijo que los EE. UU. "recurrieron a medidas violentas e ineficaces".[71]
- El informe fue la historia principal en El País (España).[71]
- Folha de S. Paulo (Brasil) dedicó la primera página de su sección internacional a la historia de la CIA.[71]
- La Gazeta Wyborcza (Polonia) dio tratamiento a la información bajo el título "La CIA torturó y mintió al respecto".[71]
- Un editorial sin firma en la publicación estatal china[71] Global Times señaló que el informe reveló "actos malvados" y "violaciones graves de los derechos humanos por parte de la CIA".[71]
- The Globe and Mail y el National Post (Canadá), publicaron caricaturas relacionadas con el informe.[71]
- The Guardian (Gran Bretaña), publicó una historia de cuatro páginas con el título "Tortura: la mancha sobre América."[71]
- La Jornada (México) publicó la información sobre el informe bajo el título “tortura brutal”[71]
- Le Monde (Francia) señaló que la CIA "mintió sobre la gravedad de las crueldades infligidas."[71]
- The New York Times, en su espacio editorial, pidió la investigación penal y el enjuiciamiento de Dick Cheney, David Addington, George Tenet, John Yoo, Jay Bybee y otros constructores del régimen de tortura.[72]
- Un medio oficial[71] en Corea del Norte, citó a un profesor de la Universidad Kim Il-sung que expresaba que Estados Unidos llevó a cabo "brutales torturas y otras atrocidades" contra los detenidos.[71]
- El medio televisivo ruso RT se enfocó en la información sobre el pago efectuado por los EE. UU. a Polonia para que ésta permitiera la instalación de prisiones secretas.[71]
- Süddeutsche Zeitung (Alemania) tituló “Acusación contra la CIA” mientras que Frankfurter Allgemeine Zeitung y Die Welt publicaron la noticia en su página principal.
- Rossiya 24, (Rusia) resarrollo su relato acerca del informe bajo el título “Honestidad chocante”.[71]
- The Washington Post, (EE. UU.) publicó un blog acerca de las reacciones de Irán y Corea del Norte que eran llamados "Eje del mal" por el entonces presidente George W. Bush.[73]
- BBC Mundo, servicio en español de la BBC, brindó un tratamiento profundo y cuidadoso a la información relacionada con el estudio. Por ejemplo, el  9 de diciembre de 2014 publicó varios artículos[74][75][76] sobre el estudio, sus contenidos, implicaciones y repercusiones. El tratamiento del tema continuó en días posteriores.